# Proceratophrys cristiceps
Proceratophrys cristiceps är en groddjursart som först beskrevs av Müller 1883.  Proceratophrys cristiceps ingår i släktet Proceratophrys och familjen Cycloramphidae. IUCN kategoriserar arten globalt som livskraftig. Inga underarter finns listade i Catalogue of Life.